# Столбцы (блюдо)
Столбцы (укр. стовпці) — хлебобулочные изделия, которые готовились из гречневого теста на растительном масле, характерные для классической украинской кухни.

## Этимология
Название блюдо получило за свою форму – перевернутого стакана с узким дном наподобие столба. Часто были заменителями хлеба. Наиболее распространены были в XVII—XIX вв. О них в произведении «Энеида» упоминает Иван Котляревский:
«І ласощі все тілько їли,    
                    Сластьони, коржики, стовпці,
                     Варенички пшеничні, білі,
                     Пухкі з кав'яром буханці»
.

## Приготовление
Замесите жидкое тесто из гречневой муки, молока, яиц и дрожжей. Добавьте немного соли и сахара. Дайте подойти. Приготовьте формочки (стаканчики, столбики). Смажьте их растительным маслом и посыпьте мукой, заполните каждую наполовину тестом и поставьте в духовку. Часто жарили на сковороде, при этом один столбец занимал всё пространство. Ели столбцы со шкварками, молоком, кисломолочными продуктами, растительным маслом, приправленным луком и чесноком. Часто столбцы пекли в керамических кружках.